# Kyōryū Sentai Zyuranger
Dinosaur Squadron Beast Ranger (恐竜戦隊ジュウレンジャー Kyōryū Sentai Jūrenjaa) fou la setzena creació de les sèrie de Super Sentai, produïda per la Toei Company Ltd. i Bandai, fou emesa en TV Asahi des del 21 de febrer de 1992 fins al 12 de febrer de 1993 amb un total de 50 capítols. I la versió americana coneguda com a mighty morphin power rangers.

## Argument
Fa 1700 milions d'anys durant l'edat dels dinosaures, Els Shogozyus (bèsties protectores) es van veure sota l'atac del malvat Dai Satan, conduïdes per la bruixota Bandora. Ella odiava als dinosaures i desitjava eliminar l'espècie sencera de la faç de la terra. A la fi de la guerra, van empresonar a Bandora i als seus soldats dins d'un contenidor en l'errant planeta Némesis. Els dinosaures mai es recuperaren, però era obvi que després de molt temps l'òrbita del Némesis estaria a prop de la Terra, i fou predit que Bandora s'escaparia i el planeta seria un lloc mort. Tan sols cinc persones dels cinc grans regnes es van oferir voluntàriament a estar en animació suspesa per a parar a Bandora quan regressara: Barza, el mag blanc, els va cuidar durant el seu somni. Bandora assoleix escapar gràcies als astronautes que vagaven pel Némesis, i mentrestant Barza va despertar als cinc guerrers, qui lluitaren contra les forces malvades al costat dels Shogozyus. Però després s'assabentaren que havia algú més en animació suspesa (Burai, germà de Geki, que era el líder original dels Zyuranger, i que en ser destituït jurà venjar-se).
Zyurangers
| Actor            | Personatge | Títol          | Rang  |
| ---------------- | ---------- | -------------- | ----- |
| Yūta Mochizuki   | Geki       | Tiranno Ranger | Líder |
| Aohisa Takayasu  | Goushi     | Mammoth Ranger |       |
| Hideki Fujiwara  | Dan        | Tricera Ranger |       |
| Takumi Hashimoto | Boi        | Tigre Ranger   |       |
| Reiko Chiba      | Mei        | Ptera Ranger   |       |
| Shiro Izumi      | Burai      | Dragon Ranger  |       |

| Precedit per: Jetman | Super Sentai 1992 – 1993 | Succeït per: Dairanger |